# Georg Lybecker (militär)
Georg Lybecker, födelseåret okänt, död 4 juni 1718 på Wärsta i Närke, var en svensk friherre och militär.

## Militär karriär
Georg Lybecker var son till Georg Henrik Lybecker och Catharina Grissbach. Han blev ryttmästare vid Norra Skånska kavalleriet 1682, major 1703  och överstelöjtnant 1704. Lybecker deltog i Karl XII:s polska fälttåg. Han var med i Slaget vid Kliszów 1702, slog ett betydligt antal polacker vid Bug-strömmen 1704 och fördrev polackerna ur Łowicz 1705. Han utnämndes till landshövding i Viborgs och Nyslotts län och 1706 till generalmajor av kavalleriet samt erhöll 1707 friherrlig värdighet. 
Då befälhavaren över armén i Finland general Georg Johan Maidel 1707 erhöll avsked, blev Lybecker utsedd till hans efterträdare. Den uppgift, som då förelades honom, nämligen att försvara Finland mot ryssarnas angrepp, var svår, i det att försvarskrafterna i Finland var ytterst svaga. År 1708 uppbådade Lybecker sina trupper till ett tåg till Ingermanland med syfte att "förmå något nyttigt till fiendens fördelande och den kostsamma subsistancens anskaffande ur de fientliga länderna". Han besegrade en rysk styrka under Fjodor Apraksins befäl vid floden Neva, men uträttade intet, utan måste inskeppa sig vid Kolkanpää och återvända med betydlig förlust. År 1710 föll Viborg i ryssarnas händer, utan att han gjorde något försök att undsätta staden. 
Han utnämndes till generallöjtnant 1710, men regeringen i Stockholm, som var missnöjd med hans overksamhet, fråntog honom överbefälet, vilket anförtroddes åt greve Carl von Nieroth. Efter dennes död, 1712, utsågs Lybecker för andra gången till ledare av kriget i Finland, men visade sig i ännu mindre grad än förra gången värdig denna plats. Det hade bort tillkomma honom att göra allt för att hindra de ryska trupperna att landstiga på Finlands södra kust, men han gav Carl Gustaf Armfeldt, som stod i det hotade Helsingfors, inget understöd och gjorde inget försök att fördriva ryssarna därifrån, sedan denna stad i maj 1713 fallit i deras händer. Han samlade därefter sin huvudstyrka i Borgå; men då fienden beredde sig att landstiga även där, drog han sig tillbaka norrut, utan att lossa ett skott, och tågade sedermera under någon tid ändamålslöst fram och åter. Snart föll Finlands hela södra kust i ryssarnas händer.
Lybecker kunde visserligen skylla på den instruktion konungen givit honom, denna förbjöd honom att inlåta sig i en huvuddrabbning, men missnöjet över hans obeslutsamhet var allmänt, såväl i arméns leder som utom densamma. Lybecker återkallades under hösten 1713 och ställdes i Stockholm under åtal. Efter en långvarig process, varunder i främsta rummet biskopen i Åbo Johannes Gezelius den yngre vittnade emot honom, dömdes han 1717 av generalkrigsrätten förlustig liv, ära och gods. Han blev dock nyårsdagen 1718 benådad av konungen, men stod under förbud att lämna sitt gods Wärsta.
Han är begravd i Sköllersta kyrka.